# Separatista flavida
Separatista flavida là một loài ốc biển, là động vật thân mềm chân bụng sống ở biển thuộc họ Capulidae.